# 붐탕현

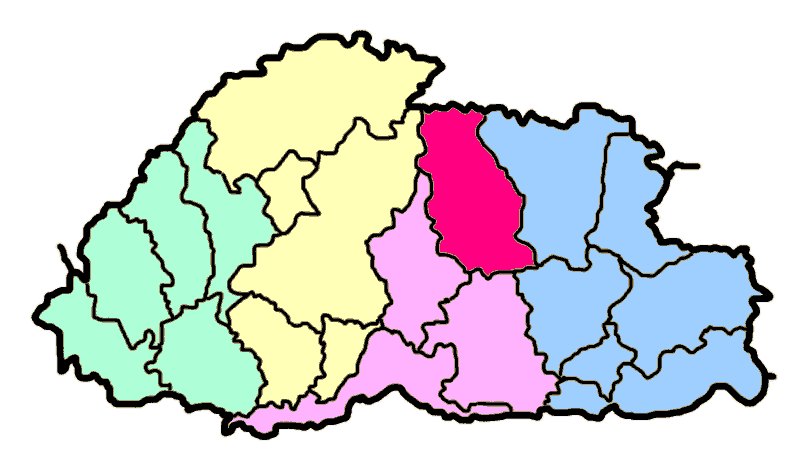
붐탕 현의 위치

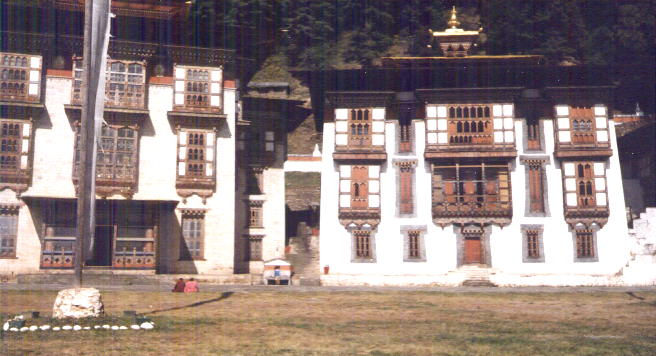
쿠르제 사원

붐탕현(종카어: བུམ་ཐང་རྫོང་ཁག་)은 부탄을 구성하는 20개 현(종카그) 가운데 하나이다. "붐탕"(Bumthang)은 종카어로 "아름다운 평지"를 뜻하는데 "탕"(Thang)은 "평지" 또는 "논"을 뜻하며 "붐"(Bum)은 "붐파"(bumpa, "성스러운 물"이라는 뜻) 또는 "붐"(bum, "소녀"라는 뜻)의 약칭이다.
면적은 2,490km2, 인구는 16,116명(2005년 기준)이며 현내에는 오랜 역사를 가진 사찰과 성지가 있다. 4개 게워그(우라, 추메이, 탕, 초코르)를 관할하며 주요 생산품으로는 메밀과 유제품, 벌꿀 등이 있다.
붐탕 현에는 붐탕어를 구사하는 인구가 많은데 붐탕어는 티베트버마어파에 속하는 언어이며 부탄의 공용어인 종카어에 가까운 편이다. 종카어를 구사하는 인구 가운데 일부는 붐탕어를 이해할 수 있으며 종카어는 붐탕 현 서부 계곡 지방에서 유래된 언어이다.

## 같이 보기
- 종카그